# Boni Mariam Aladji

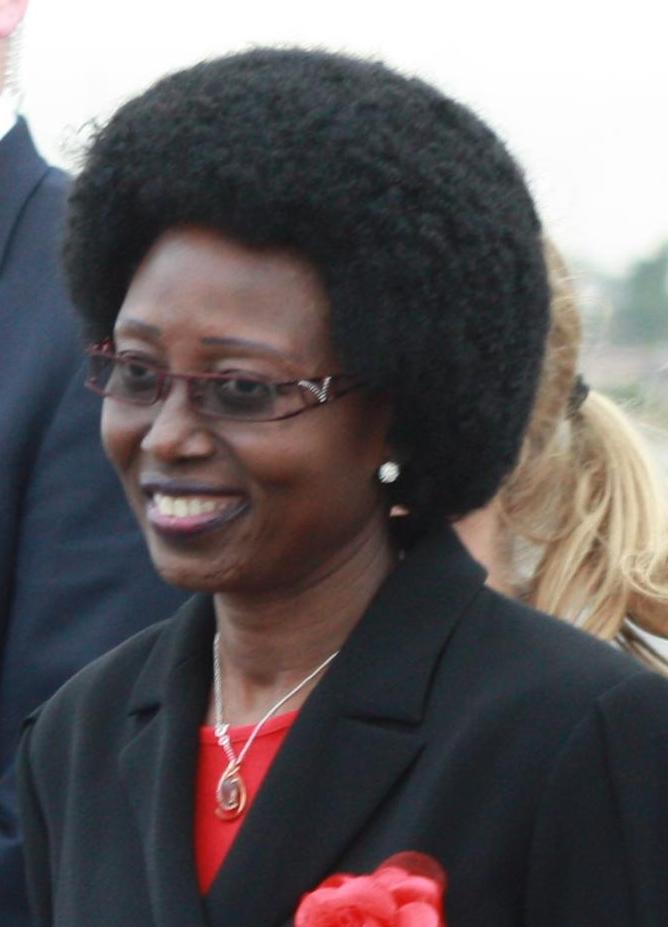
Boni Mariam Aladji

Boni Mariam Aladji Diallo (* 1952 in Nikki) ist eine beninische Diplomatin und ehemalige Ministerin.

## Leben
Die in Nikki, Département Borgou, geborene Aladji absolvierte sowohl in Benin als auch im Ausland ein Studium. Sie diente ab März 2004 als Generalsekretärin im Außenministerium Benin. Anschließend amtierte sie vom 10. April 2006 bis zum 17. Juni 2007 als Außenministerin Benins. Zudem war sie eine Zeit in der Botschaft der Republik Benin in Berlin tätig. Im Jahr 2012 diente sie als diplomatische Beraterin des Präsidenten Boni Yayi.